# Abell 2065
Abell 2065 é um aglomerado de galáxias altamente concentrado na constelação de Corona Borealis, contendo mais de 400 galáxias, as mais brilhantes das quais são de 16ª magnitude. O aglomerado está a mais de um bilhão de anos-luz da Terra. Ainda em escala maior, Abell 2065, junto com Abell 2061, Abell 2067, Abell 2079, Abell 2089 e Abell 2092, formam o Superaglomerado Corona Borealis.